# 喇合
喇合（希伯來語： rachav; i.e., "broad," "large"）天主教思高聖經譯作辣哈布；是约书亚记中记载的居住在迦南的耶利哥城中的一名妓女，后来嫁给以色列人撒门，成为大卫王的先祖。

## 介绍
在耶利哥城，一名名叫喇合的妓女帮助了以色列的探子。作为回报，探子允诺在计划的军事入侵期间，拯救她和她的全家，只要她保守秘密，并且在她的住处留下记号。当守卫来到她家搜捕密探时，她将密探隐藏起来，并用谎言支走了卫兵；密探答应在攻占该城后，将保护她的全家。以色列人征服迦南后，她不再从事卖淫，加入犹太人，变成一位可尊敬的已婚妇女。

## 希伯来圣经
根据约书亚记的记载（约书亚记2章1-7节），当希伯来人扎营在什亭，在耶利哥约旦河的对岸，准备渡河，作为最后的预备，约书亚派遣2名探子，打探耶利哥的军事实力。探子来到位于城墙边的喇合家里。当负责守卫的士兵前来搜捕密探时，她将他们隐藏在在房顶上的麻秸中。逃脱以后，探子允诺 保护喇合和她的全家免受屠杀，她要在窗户上縛一条红线绳。
搜捕以色列密探的士兵要求喇合说出密探的下落（约书亚记2章3节），这是一种严格的东方礼仪，未经允许，任何男子不得进入一个妇女的房屋。

喇合对探子说，（约书亚记2:9-13）：
我知道耶和华已经把这地赐给你们，并且因你们的缘故我们都惊慌了，这地的一切居民，在你们面前也都丧胆了；因为我们听见你们出埃及的时候，耶和华怎样在你们前面使红海的水乾了，以及你们怎样待约但河东亚摩利人的两个王西宏和噩，将他们尽都毁灭。我们一听见，心就融化了。因你们的缘故，并无一人有胆气；耶和华你们的神本是上天下地的神。现在我既以恩慈待你们，求你们指着耶和华向我起誓，也要以恩慈待我父家，并给我一个可靠的记号，要使我的父母、兄弟、姊妹、和一切属他们的都能存活，拯救我们的性命不死。
耶利哥城陷落以后（约书亚记6:17-25节），喇合和她的全家正如密探所允诺的那样，得到了保护，并且归化成为犹太人。（在古代和中世纪，经过长期围攻后陷落的城市通常都会遭受屠杀）
從人的觀點來看，喇合在道德上有其瑕疵：不仅由于她所从事的卖淫职业是犹太教律法所不赞成的职业；而且她还违反了忠诚的原则：她背叛了自己的城市，以此来为自己的家族谋取利益。然而，她有智慧地選擇了遵從神的旨意，而非順從社會的期許。
弗拉維奧·約瑟夫斯称喇合是一名旅馆主人，没有提及她是一名妓女，一些学者争论说并不能确知她是否是一名妓女。她的行为以及与父家关系密切，都似乎显示她可能不是一名妓女。很多兒童聖經都是以這點改編喇合的職業身份。

## 新约圣经
在马太福音1章中，喇合被作为耶稣的先祖之一，被载入耶稣的家谱。她嫁给了犹大支派的撒门，成为波阿斯的母亲。后来又将她作为信心之人（《希伯來書》第11章第31节参）和义行（《雅各書》第2章第25节参）的榜样。